# Calamus temburongii
Calamus temburongii är en enhjärtbladig växtart som beskrevs av John Dransfield. Calamus temburongii ingår i släktet Calamus och familjen Arecaceae. Inga underarter finns listade i Catalogue of Life.